# 佐藤友祐
佐藤友祐（日语：／ Sato Yusuke，1996年6月11日—）是日本的歌手、演員兼模特兒，從屬於男女混合五人唱跳組合lol。他出身於北海道的札幌市，目前是愛貝克思管理旗下藝人。2022年電視劇《只能親吻不幸同學了！》主演者之一。

## 个人简历
佐藤友祐出身于演员工作室北海道总校； 除了担任歌手外，他还兼任演员、模特儿等职业。

## 演出作品
- 只能親吻不幸同學了！（2022年4月22日 - 6月10日、MBS） - 飾 主角 篠宫直哉（與曾田陵介雙主演）[2]